# Porrhothele moana
Porrhothele moana är en spindelart som beskrevs av Forster 1968. Porrhothele moana ingår i släktet Porrhothele och familjen Hexathelidae. Inga underarter finns listade i Catalogue of Life.